# São Ludgero
São Ludgero è un comune di 10 494 abitanti (2006) dello Stato di Santa Catarina in Brasile.